# Grietgen Willems
Grietgen Willems (geboren in Jemmingen, Ostfriesland; gestorben 11. September 1595 in Amersfoort) war ein niederländisches Opfer der Hexenverfolgung.

## Leben
Grietgen Willems stammte aus Jemmingen, Ostfriesland und lebte bereits 1595 einige Zeit in Amersfoort. Ihr Mann Jacob Claesz. war nicht in der Lage, die Familie finanziell zu versorgen. Ihre Tochter Adriana Jacobs wurde im August 1595 auf der Straße in eine Auseinandersetzung mit Marritgen, der Witwe von Evert Claesz. verwickelt. Diese beschuldigte danach Adriana und ihre Mutter der Hexerei. Ein paar Wochen zuvor hatte Marritgen bei ihnen zu Hause gesponnen und Hering zu essen bekommen. Als sie später krank wurde, bat sie Grietgen, sie zu segnen, um die Krankheit zu heilen. Der Streit entstand, weil Marritgen mit dem Ergebnis der Segnung unzufrieden war. Sie hatte Adriana gefragt, ob ihre Mutter kommen und sie noch einmal segnen könne, worauf Adriana geantwortet hatte, dass ihre Mutter es auf eine Art und Weise tun würde, dass Margaret es nicht so schnell vergessen würde. Danach kam es zu Handgreiflichkeiten zwischen Adriana und Marritgen.
Anfang 1595 waren in Utrecht mehrere Personen wegen Hexerei verurteilt worden. In dieser Atmosphäre der Angst und Verfolgung entschied das Gericht in Amersfoort, dass Adriana Jacobs und ihre Mutter verhört werden sollten. Die Aussagen von Nachbarn trugen dazu bei, dass beide der Hexerei beschuldigt wurden. In ihren Aussagen gaben die Nachbarinnen an, dass mehrere Kinder, die mit Grietgen und ihrer Tochter in Kontakt gekommen waren, kurz darauf gestorben seien. Es gab jedoch auch Nachbarn, die Grietgen eine Bibelstelle zitieren hörten und glaubten, sie sei eine gute Christin. Beim offiziellen Verhör am 30. August 1595 gestand ihre Tochter alles, was die Vernehmer wissen wollten. Ihre Mutter habe sie zwei Jahre zuvor durch Hunger und Schläge dem „bösen Feind“ zum Opfer fallen lassen. Der Teufel habe Überfluss als Gegenleistung für ihre Dienste versprochen. Am Montag sei  er sie besuchen gekommen und am Donnerstag ihre Mutter. Sie gestand auch, dass sie beide als Katzen verkleidet auf der Straße getanzt hätten, nachdem der Teufel ihnen etwas unter die Füße geschmiert hatte. Dieses Geständnis machte Adriana als Antwort auf eine Reihe vorher festgelegter Fragen, die sie lediglich verneinen oder bestätigen musste.
Dieses ausführliche Geständnis ihrer Tochter brachte Grietgen Willems in eine sehr schwierige Lage. Das Gericht von Amersfoort war danach davon überzeugt, dass sie und ihre Tochter Kontakt zum Teufel hatten und regelmäßig Kinder verzaubert hatten. Grietgen Willems bestätigte nichts von der Geschichte ihrer Tochter und bestritt sie weiterhin. Mit diesem Ergebnis war das Gericht nicht zufrieden und entschied sich für eine „scharfe Vernehmung“. Daraufhin wiederholte Adriana ihr früheres Geständnis und flehte ihre Mutter an, dasselbe zu tun, doch sie weigerte sich. Dies war für das Gericht Grund genug, bei Grietgen Willems Folter anzuwenden. Sie wurde „auf der Leiter stehend“ gefoltert und bestätigte schließlich alles, was Adriana bereits gestanden hatte: Sie habe ihre Tochter zum Feind gebracht, weil der ihnen Reichtum bringen würde; sie habe vom Teufel „Rattenkraut“ erhalten, um Menschen damit zu schaden; sie habe Unzucht mit dem Teufel getrieben; sie habe das Kind von Margarethe Elbers zu Tode verhext; sie habe die Kinder von Evert dem Schuster mit vergifteten Äpfeln verhext; und sie habe in der Gestalt einer Katze auf der Straße getanzt. Sie gestand außerdem, dass sie Leuten erzählt hatte, wie man Hexerei erkenne. Man müsse einen neuen Topf nehmen, „das Wasser der verzauberten Person, Nagelspäne, Kopfhaare, drei Vogelherzen, bestimmte Nadeln und Stecknadeln hineingeben und alles zusammen zum Kochen bringen, sodass man zu sich selbst sagen würde: ‚Ich koche dies im Namen des Teufels‘“.
Das Gericht verurteilte Grietgen Willems am 11. September 1595 zum Tode durch Strangulation auf dem Scheiterhaufen. Adriana hatte fälschlicherweise geglaubt, sie könne ihre Mutter durch ein Geständnis retten. Grietgen war sich dessen durchaus bewusst. Während ihres Verhörs seufzte sie: „Ich hätte dieses Kind niemals zur Welt gebracht.“ Adriana wurde im Gefängnis ausgepeitscht, nach 1595 ist über ihr Leben nichts mehr bekannt.